# Zannichelliaceae
Las zaniqueliáceas (nombre científico Zannichelliaceae) son una familia de hierbas perennes, rizomatosas, monoicas, que habitan aguas dulces o saladas. Hojas alternas u opuestas, filiformes. Flores pequeñas, unisexuales, solitarias o dispuestas en inflorescencias falciformes, aclamídeas o de perianto cupuliforme; las masculinas con 13 estambres; las femeninas de gineceo con 1 hasta 9 carpelos libres. Frutos aqueniformes o nuciformes. Se conocen unas 7 especies, extendidas por una gran parte del mundo. Esta familia era reconocida en las clasificaciones
"clásicas" de las angiospermas, y aun hoy algunos botánicos lo continúan haciendo. En los sistemas de clasificación modernos como el sistema de clasificación APG II del 2003, el APG III (2009
), y el APWeb (2001 en adelante), los géneros que pertenecían a esta familia (Althenia, Lepilaena, Pseudalthenia, Vleisia, Zannichellia) se disponen dentro de las Potamogetonáceas.